# モビィリード
株式会社モビィリードは、かつて存在したモバイルインターネット広告の広告会社向け卸売業務（＝メディアレップ事業）を業務とする企業である。
広告代理店に対するモバイルのメール広告やピクチャー広告の卸売販売、自社開発のモバイル広告メディアの運営を収益源としている。

## 役員
2001年～　代表取締役社長　本間広宣
2006年～　代表取締役社長　加藤順彦
2006年～　代表取締役社長　山崎健司
2007年～　代表取締役社長　袴田圭
2008年～　代表取締役社長　橋本充弘　　シーエー・モバイル専務取締役
　　　　　　取締役　　高橋佳裕
　　　　　　取締役　　日下部祐介
　　　　　　取締役　　生野太朗
　　　　　　取締役　　佐藤研一
2009年～　代表取締役社長　高橋佳裕　　

## 沿革
- 2001年11月　株式会社日広の子会社として、メディアレップジェイピー株式会社　設立
- 2002年  8月　click-navigationサービス開始
- 2003年11月　表参道オーバルビル移転
- 2004年  6月　株式会社モビィリードに社名変更
- 2006年  2月　東銀座移転
- 2006年10月　インデックス・ホールディングスグループを親会社とするNIKKOとの合弁会社へ移行
- 2008年  3月　シーエー・モバイルグループを親会社とするNIKKOとの合弁会社へ移行
- 2010年  6月　解散

## 主な関連会社
- 株式会社CAM（旧シーエー・モバイル）

| スタブアイコン | サブスタブ | この項目は、まだ閲覧者の調べものの参照としては役立たない、企業に関連した書きかけの項目です。この項目を加筆・訂正などしてくださる協力者を求めています（PJ:経済）。 |